# American Broadcasting Company
American Broadcasting Company (ABC) (en español: «Compañía de radiodifusión estadounidense») es una de las cuatro cadenas de televisión de radiodifusión comercial más grandes en los Estados Unidos. Creada en 1943 a partir de la cadena anterior NBC Blue Network, la ABC ahora es propiedad de The Walt Disney Company y es parte de Disney General Entertainment Content. La primera emisión de esta cadena en la televisión fue en 1948. Como una de las "Big Three Television Networks" (Tres Grandes Cadenas de Televisión), la cadena ha contribuido a la cultura popular de Estados Unidos con su programación.
La sede corporativa de ABC está ubicada en el barrio Upper West Side de Manhattan en la Ciudad de Nueva York, y las operaciones informativas de la compañía también se centran en Manhattan, mientras sus oficinas para programación de entretenimiento están ubicadas en Burbank, California, adyacente a los Walt Disney Studios y la sede corporativa de The Walt Disney Company.
El nombre formal de la compañía es American Broadcasting Companies, Inc., y este nombre aparece en los avisos de copyright de sus producciones internas y en todos sus documentos oficiales, incluyendo sus cheques de pago y sus contratos. ABC tiene ocho estaciones de televisión propias y operadas y más de 230 afiliadas en todo Estados Unidos y sus territorios. Algunas estaciones afiliadas a ABC también se pueden ver en Canadá a través de proveedores de televisión de pago, y algunas otras afiliadas también se pueden recibir por aire en áreas cercanas a la frontera entre Canadá y Estados Unidos, aunque la mayor parte de su programación en horario de máxima audiencia está sujeta a regulaciones de sustitución simultánea para proveedores de televisión de pago impuestas por la Comisión Canadiense de Radio, Televisión y Telecomunicaciones (CRTC) para proteger los derechos de las redes nacionales.
La compañía está constituida por varias unidades, incluyendo, entre otras, su división de televisión (la cadena principal de la ABC), una división para emisiones radiofónicas (ABC Radio), una división de noticias (ABC News), una división de deportes (ESPN on ABC), y una división de entretenimiento (ABC Entertainment).

## Historia

### Creación de ABC
Desde la organización de las primeras cadenas de radio a finales de los años 1920, la radiodifusión en los Estados Unidos fue dominada por dos compañías: Columbia Broadcasting System (CBS) y National Broadcasting Company (NBC). Antes de formar NBC en 1926, Radio Corporation of America (RCA) había adquirida WEAF, una emisora de AT&T para la Ciudad de Nueva York, que más tarde se renombró como WNBC y es actualmente WFAN, una emisora que pertenece a la CBS. Con WEAF vino un sistema poco organizado que alimentó programación a otras emisoras en el noreste de los EE. UU. RCA, antes de la adquisición del grupo WEAF a mediados de 1926, había previamente poseída un segundo tal grupo, con WJZ en Nueva York como la emisora principal (comprada por RCA en 1923 a partir de Westinghouse Electric). En consecuencia, los dos servicios de programación de RCA, la NBC Red Network (Cadena Roja) y la NBC Blue Network (Cadena Azul), fueron fundadas. La leyenda cuenta que las designaciones de color originaron a partir de los colores de las tachuelas usados por ingenieros tempranos para designar a los afiliados de WEAF (con tachuelas rojos) y WJZ (con tachuelas azules).
En mayo de 1940, después de una investigación de tres años, la Comisión Federal de Comunicaciones (FCC) publicó un "informe sobre radiodifusión de cadenas." Encontrando que NBC Red, NBC Blue, CBS, y MBS dominaron la radiodifusión estadounidense, esta informe proponía un "divorcio" que requirió la venta por RCA de una de sus cadenas. NBC Red fue la red de radio más grande, llevando programas populares de entretenimiento y música. Además, muchos afiliados de NBC Red tuvieron emisoras de alto poder, escuchados en todo el país. NBC Blue ofreció la mayoría de los programas informativos y culturales de la compañía, muchos de ellos "sostenientes" o sin patrocinio. Entre otras conclusiones, la FCC afirmó que RCA utilizó NBC Blue para suprimir la competencia contra NBC Red. La FCC no reguló ni licenció cadenas directamente, pero podría influir ellos por la concesión de licencias para estaciones individuales. En consecuencia, la FCC publicó una resolución que "no se expedirá una licencia a una emisora de radiodifusión estándar afiliada con una cadena que mantiene más de una red." NBC argumentó que este estilo indirecto de regulación era ilegal, y pidió a los tribunales. Sin embargo, la FCC ganó en la apelación, y en el 8 de enero de 1942, NBC decidió separar la Red Network y la Blue Network con la intención de despojarse de la segunda.
La tarea de vender NBC Blue se le dio a Mark Woods; a lo largo de 1942 y 1943, NBC Red y NBC Blue dividieron sus activos. Un precio de 8 millones de dólares se puso en el grupo Blue, y Woods compró Blue en torno a posibles compradores. Uno de ellos, el banco de inversión Dillon, Read & Co., hizo una oferta de 7.5 millones de dólares, pero Woods y David Sarnoff (el jefe de RCA) mantuvieron firme en 8 millones de dólares. El paquete de Blue contuvo contratos de arrendamiento en líneas terrestres y en instalaciones de estudios en Nueva York, Washington D. C., Chicago, y Los Ángeles; contratos con talento y con cerca de sesenta afiliados; la marca y "buena voluntad" asociada con el nombre de Blue; y licencias para tres estaciones (WJZ en Nueva York, KGO en San Francisco, y WENR en Chicago — realmente una media estación, ya que WENR compartió su tiempo y una frecuencia con WLS, la estación "Prairie Farmer," con la que más tarde fusionaría bajo propiedad completa de ABC en 1954).
RCA finalmente encontró un comprador en Edward John Noble, propietario de los dulces Life Savers y la cadena de farmacias Rexall. Para completar la transferencia de licencias para las emisoras, Noble tuvo que vender WMCA, su emisora de radio en Nueva York. Controversia siguió en las audiencias de la FCC sobre la intención de Noble para mantener Mark Woods como presidente, lo que llevó a la sugerencia de que Woods continuaría trabajando con (y para) sus antiguos empleadores. Esto tuvo el potencial para descarrilar la venta. Durante las audiencias, Woods dijo que la nueva red no vendería tiempo en antena a la Federación Estadounidense del Trabajo. Noble evadió preguntas sobre puntos similares escondiéndose bajo el código de la National Association of Broadcasters (NAB). Frustrado, el presidente le aconsejó a Noble repensar la situación. Aparentemente lo hizo, y la venta cerró el 12 de octubre de 1943. La nueva red, conocida como "The Blue Network," era propiedad del American Broadcasting System, una compañía que Noble formó para el acuerdo. Vendió su tiempo en antena a los trabajadores organizados.
En septiembre de 1944, Noble adquirió los derechos a los nombres "American Broadcasting Company" (del licenciatario de WOL-AM), "American Broadcasting Corporation" (del licenciatario de WLAP), y "American Network" (de un grupo difunto de radiodifusores de FM), despejando el camino para el cambio del nombre de American Broadcasting System a American Broadcasting Company, con el grupo Blue convirtiéndose en "ABC." Esto desencadenó una oleada de renombramientos; para evitar confusiones, CBS cambió las siglas de su estación principal en Nueva York, WABC-AM 880, a WCBS-AM en 1946. En 1953, WJZ en Nueva York y su estación hermana en la televisión adoptaron las siglas abandonadas de WABC-AM y WABC-TV, respectivamente. (Westinghouse más tarde reclamó el indicativo WJZ cuando adquirió una estación de televisión en Baltimore en 1959; esta estación, WJZ-TV en Baltimore, es actualmente propiedad de CBS, junto con su estación hermana en la radio).
ABC Radio comenzó lentamente; con pocas series exitosas o celebridades mayores, tuvo que construir una audiencia. Noble adquirió más estaciones, entre ellas WXYZ en Detroit, una filial de NBC Blue/ABC desde 1935. WXYZ fue el autor de varias series diarias, entre ellos The Lone Ranger, Sergeant Preston of the Yukon, y The Green Hornet (aunque estos programas no se incluyeron en la venta). Noble también compró KECA (ahora KABC) en Los Ángeles, para dar a la cadena una base de producción en Hollywood. Contraprogramación se convirtió en una especialidad de la ABC, por ejemplo, colocando el concurso estridente Stop the Music! contra programación más reflexivo en la NBC y la CBS. La política industrial prohibió el uso de programas pregrabados; adaptando la grabación avanzada en cinta traído de Alemania después de su conquista, la ABC atrajo a algunas celebridades mayores quienes quisieron libertad de horarios rígidos, entre ellos Bing Crosby. Aunque todavía clasificada en cuarto lugar, a finales de los años 1940 la ABC había comenzado a acercarse a las cadenas mejor establecidas.

### 1948: Leonard Goldenson y la entrada de ABC en la televisión
Frente a los gastos de la construcción de una emisora de radio, ABC no estaba en la posición de asumir los costos adicionales exigidos por la televisión. Sin embargo, para asegurar un lugar en la mesa, en 1947 ABC presentó solicitudes para licencias en las cinco ciudades donde poseyó emisoras de radio (que juntamente representaron un 25 por ciento de la audiencia en todo el país durante ese tiempo). Todas las cinco peticiones fueron que cada estación transmitiría en el canal 7; Frank Marx, el vicepresidente de ingeniería de la ABC, pensó en el momento que las canales de televisión de banda baja (canales 2 al 6) se reasignarían para uso militar, causando que estas cinco emisoras de radio en VHF canal 7 serían las más bajas en la esfera de televisión y por lo tanto, las mejores posiciones de canales. (Un tal movimiento nunca ocurrió, aunque fortuitamente, 60 años después, la frecuencia de Canal 7 demostraría ser técnicamente favorable para la transmisión de televisión digital, una tecnología no previsto en los inicios de radiodifusión televisiva.)
La cadena de televisión ABC salió al aire el 19 de abril de 1948. La cadena recogió sus primeras filiales principales, WFIL-TV de Filadelfia (ahora WPVI-TV) y WMAL-TV de Washington (ahora WJLA-TV) antes de que su estación principal, WJZ-TV en Nueva York (ahora WABC-TV), firmó en agosto de ese año. El resto de la flota de estaciones afiliadas de la cadena ABC en mercados importantes (en Detroit, Chicago, San Francisco, y Los Ángeles), firmarían en los próximos 13 meses, dándole paridad con CBS y NBC en el área importante de presencia en ciudades grandes, así como una ventaja de largo plazo en un alcance garantizado sobre su rival, DuMont Television Network, en el otoño de 1949.
Durante los siguientes pocos años, ABC fue una cadena de televisión principalmente en su nombre. Con excepción de los mercados más grandes, la mayoría de ciudades tuvieron solo una o dos estaciones. La FCC detuvo aplicaciones para estaciones nuevas en 1948, mientras que trató de resolver los miles de solicitantes y repensó las normas de tecnología y asignación establecidas entre 1938 y 1946. Lo que estaba destinado a ser una interrupción de seis meses se prolongó hasta mediados de 1952. Hasta ese tiempo, solo había 108 estaciones en los Estados Unidos. Unas grandes ciudades en donde desarrollo televisivo era lento, tales como Pittsburgh y San Luis, tuvieron solo una estación en el aire durante un período prolongado, otras grandes ciudades como Boston solo tuvieron dos, y muchas ciudades considerables incluyendo Denver, Colorado y Portland, Oregón no tuvieron servicio de televisión en todo hasta la segunda mitad de 1952, después de que la interrupción terminó. Para un rezagado como ABC, esto significó una relegación a un estado secundario en muchos mercados y una falta de transmisión en algunos. ABC ordenó poca lealtad para filiales, aunque a diferencia de la cadena DuMont, por lo menos tuvo una cadena de radio en la que basó su lealtad e ingresos. También tuvo un complemento completo de cinco estaciones poseídas y operadas, que incluyó las estaciones en los mercados críticos de Chicago (WENR-TV, ahora WLS-TV) y Los Ángeles (KECA-TV, ahora KABC-TV). Incluso entonces, en 1951 la ABC era mal extendido y en el borde de la quiebra. Tuvo solo nueve filiales de tiempo completo para aumentar sus cinco estaciones poseídas y operadas (WJZ, WENR, KECA, WXYZ-TV en Detroit, y KGO-TV en San Francisco).

Noble finalmente encontró un caballero blanco en United Paramount Theaters. Divorciado de Paramount Pictures a finales de 1949 por la decisión United States v. Paramount Pictures, Inc. de la Corte Suprema de los Estados Unidos, UPT fue rica en dinero y controló muchos bienes raíces valiosos. El jefe de UPT, Leonard Goldenson, decidió buscar oportunidades de inversión. Excluido de la industria del cine, Goldenson vio la radiodifusión como una posibilidad, y en 1951, discutió a Noble las posibilidades de comprar la ABC. Noble estaba siendo abordado por otros pretendientes, incluyendo la CBS (que en ese momento fue gestionada por William S. Paley), así que no tuvo prisa para acomodar Goldenson. Después de algunas negociaciones difíciles, la fusión entre ABC y UPT se acordó finalmente, y fue anunció en la primavera de 1951. Porque la transferencia de licencias para estaciones fue involucrado una vez más, las audiencias de la FCC resultaron ser contenciosas.
La FCC deliberó sobre el divorcio entre Paramount Pictures y UPT por un año antes de finalmente aprobar la compra por parte de UPT en una decisión dividida en el 9 de febrero de 1953. Hablando en favor del acuerdo, un comisario señaló que UPT tuvo el dinero para convertir a ABC en una cadena viable y competitiva. La compañía obtuvo el nombre corporativo de American Broadcasting-Paramount Theatres, Inc. Edward Noble permaneció en la junta directiva de la nueva ABC hasta su muerte en 1958; él y Goldenson no estaban de acuerdo a veces sobre la dirección que ABC ahora debería tomar. Robert Kintner, el presidente originalmente contratado para la cadena por Noble, fue obligado a renunciar su posición en 1956 a pesar de las objeciones vigorosas de Noble, porque Goldenson y sus ejecutivos finalmente tomaron comando sólido.
Poco después de la fusión entre ABC y UPT, Goldenson acercó a DuMont con una oferta de fusión. DuMont estaba en problemas financieros para varias razones, incluyendo una decisión de la FCC que prohibió su adquisición de dos otros estaciones debido a dos estaciones que eran propiedad de Paramount. Sin embargo, el estado pionero de DuMont en la televisión y en creatividad de programación se dio un paso adelante de ABC, y por un tiempo, pareció que DuMont estaba a punto de establecerse como la tercera cadena de televisión. Todo esto cambió con la fusión entre ABC y UPT, la cual efectivamente puso DuMont en terapia intensiva. Goldenson rápidamente llegó a un acuerdo con el director general de DuMont, Ted Bergmann. Bajo la fusión propuesta, la cadena combinada se habría llamada "ABC-Dumont" por un mínimo de cinco años. DuMont recibiría 5 millones de dólares en efectivo y en tiempo garantizado de publicidad para los receptores televisivos de DuMont. A cambio, ABC comprometió a respetar todos los compromisos de cadena de DuMont. La cadena combinada habría sido un coloso rivalizando CBS y NBC, con estaciones poseídas y operadas en cinco de los seis mercados más grandes (todos excepto el de Filadelfia, que más tarde se convertiría en una estación poseída y operada). Habería tenido que vender WJZ-TV o WABD-TV (ahora WNYW), así como dos otras estaciones (más probablemente WXYZ-TV y KGO-TV), para cumplir con el límite de cinco estaciones encargado por la FCC. La cadena combinada también habría adquirida el monopolio mencionado en Pittsburgh con WDTV (ahora KDKA-TV, poseída entonces por DuMont pero irónicamente afiliada por CBS en la actualidad) como parte de la fusión. Sin embargo, Paramount vetó la venta. Unos meses antes, la FCC determinó que Paramount controló DuMont, y todavía hubo preguntas pendientes sobre si las dos compañías eran verdaderamente separadas. En 1956, la cadena DuMont había cerrada.
Después de su adquisición por UPT, ABC siquiera tuvo los medios para ofrecer un servicio televisivo de tiempo completo en la escala de la CBS y la NBC. A mediados de 1953, Goldenson había comenzado una campaña de dos frentes, pidiendo a sus compañeros viejos en los estudios de Hollywood (había sido jefe de la cadena de teatros Paramount desde 1938) para convencerlos para entrar en programación televisiva (en unos pocos años, cambió su programación televisiva de programas predominantemente emitidos en vivo desde Nueva York a películas realizadas para televisión en Hollywood). También empezó cortejar a los propietarios de estaciones para convencerlos que una renovación estaba a punto de estallar para ABC. También convenció a afiliados veteranos de NBC y CBS en varios mercados para pasar a ABC. Su campaña de dos partes dio sus frutos cuando el "nuevo" ABC salió al aire el 27 de octubre de 1954. Entre los programas que trajeron récords para audiencias fue Disneyland, producida y protagonizada por Walt Disney... el comienzo de una relación entre el estudio y la cadena que finalmente, cuatro décadas después, transformaría a los dos. Metro-Goldwyn-Mayer, Warner Bros., y Twentieth Century-Fox también estuvieron presentes en esa primera temporada. En dos años, Warner Bros. estaba produciendo diez horas de programación para ABC en cada semana, generalmente series detectivescas y westerns (incluyendo Cheyenne, Maverick, 77 Sunset Strip, Surfside 6, Bronco, Hawaiian Eye, y Colt .45). Finalmente, la ABC tuvo programas en el listado de los 10 mejores programas. Otras series exitosas de ABC desde el principio durante este periodo que ayudaron a establecer la cadena incluyeron The Lone Ranger (el único programa de ABC en el listado de los 10 mejores antes de Disneyland), The Adventures of Ozzie and Harriet (protagonizada por la familia Nelson), Leave It to Beaver (que trasladó desde la CBS), The Detectives Starring Robert Taylor, y The Untouchables. Sin embargo, todavía tuvo un largo camino por recorrer. Fue relegado a estado secundario en muchos mercados hasta finales de 1960 y, en pocos casos, hasta la década de 1980.
En 1955, ABC estableció una división de grabación, la AmPar Record Corporation, que fundó y operó la etiqueta popular de ABC-Paramount Records (que se convirtió en ABC Records en 1965) y el sello notado de jazz Impulse Records, creado en 1961. ABC-Paramount posteriormente compró más etiquetas de Famous Music, una división de Gulf+Western – Dot, Steed, Acta, Blue Thumb, y Paramount Records, junto con el sello legendario de country y R&B Duke/Peacock en 1974. El grupo entero fue vendida a MCA Records en 1979; como resultado de las adquisiciones posteriores, los restos del grupo de música de ABC ahora pertenecen a Universal Music Group. Después de su fusión con Disney, la ABC se convirtió en la compañía hermana a un grupo de sello discográfico una vez más, el Buena Vista Music Group (que incluye tales etiquetas como Walt Disney Records y Hollywood Records).

### 1961-1965: Crecimiento y reestructuración

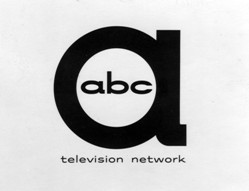
Logotipo de ABC Television Network, utilizado desde 1957 hasta 1962.

Mientras que ABC-TV continúa languideciendo en el tercer lugar a nivel nacional, frecuentemente superó calificaciones locales en los mercados más grandes. Con la llegada de series hábilmente producidas en Hollywood, ABC comenzó a hacerse popular con los espectadores jóvenes y urbanos quienes los anunciantes quisieron llegar. Al mismo tiempo, una serie de medidas reguladoras de la FCC abrieron la banda más deseable de VHF para otras estaciones de plena potencia en los mercados considerables del Este y Medio Oeste entre 1958 y 1963, le permitiendo a ABC adquirir contratos de afiliación completa para estaciones adicionales de cobertura total en partes claves del país. Esto le permitiría a la cadena construir un mayor crecimiento de audiencia a lo largo del país en la próxima década. La cadena ganó calificaciones más altas, se convirtió en una propiedad atractiva, y en los próximos pocos años ABC acercó, o se acercó por, General Electric, Howard Hughes, Litton Industries, General Telephone and Electronics, y la International Telephone & Telegraph Corporation. ABC y ITT acordaron una fusión a finales de 1965, pero este acuerdo se descarriló por preguntas de la FCC y del Departamento de Justicia de los Estados Unidos sobre la influencia de la propiedad extranjera de ITT en la autonomía e integridad periodística de ABC. La gestión de ITT prometió que la autonomía de la ABC sería preservada. A pesar de que fue capaz de convencer a la FCC, los reguladores antimonopolios del Departamento de Justicia negaron firmar el acuerdo. Después de numerosos retrasos, el acuerdo fue suspendido el 1 de enero de 1968. ABC continuaría siendo una compañía independiente por casi dos décadas.
En 1960, la ABC Radio Network encontró que su audiencia estaba continuando gravitar hacia la televisión. Las emisoras de radio que eran propiedad de ABC no estaban disfrutando de una gran audiencia ya sea, con la excepción de WXYZ en Detroit (actualmente conocida como WXYT-AM), que se había reinventado a sí misma como una emisora de éxitos musicales contemporáneas dos años antes bajo la dirección de Harold L. Neal y encontró éxito renovado. Al ver que WXYZ era la única emisora radiofónica de ABC que hizo dinero en ese tiempo, y que existía una disminución en oyentes y programación para las otras emisoras de ABC, Neal, después de trasladarse a WABC-AM en Nueva York para convertirse en el director general de esa estación, contrató a Mike Joseph (más tarde conocido como el revelador del formato Hot Hits) como su consultor de música para programar música contemporánea para WABC. Neal también contrató a Dan Ingram para presentar programación en la tarde, y Bruce "Cousin Brucie" Morrow para presentar programación nocturna. El éxito inmediato de WABC condujo al nombramiento de Neal como presidente de todas las 7 estaciones de radio poseídas por ABC. Neal luego extendió la programación de música popular a WLS en Chicago y KQV en Pittsburgh y alcanzaron una gran audiencia. KABC en Los Ángeles y KGO en San Francisco iniciaron programas de noticias y entrevistas, y se convirtió en éxitos (WXYZ, WABC, WLS, y KQV también más tarde cambiarían a programaciones de noticias y entrevistas unos años más tarde). Rick Sklar fue contratado por Neal en 1963 para programar la estación, e introdujo noticieros, comentarios, y seriales que permanecieron en el horario de la ABC Radio Network. El programa de variedades The Breakfast Club, presentado por Don McNeill, fue una de las ofrendas. Romper Room, un programa de aprendizaje para niños, fue emitido tanto en Nueva York y en sus filiales de ABC, con presentación de Nancy Terrell como "Miss Nancy."

Logotipo de ABC, utilizado desde 1962 hasta 2007.

El 23 de septiembre de 1962, ABC comenzó televisar la serie animada Los Supersónicos en color. Otra serie animada, Los Picapiedra, se había filmada en color desde su debut en 1960 y pronto se mostró en color por la cadena. En la temporada 1965-1966, ABC unió a NBC y CBS en televisar la mayoría de sus programas en color.
En 1967 Ralph Beaudin, el gerente general de WLS, fue promovido para dirigir ABC Radio. Beaudin dado el paso audaz el 1 de enero de 1968, cuando partió la ABC Radio Network en cuatro nuevas "cadenas," cada uno con noticias específicas a un solo formato, y características para estaciones orientadas en la música pop, las noticias, o las entrevistas. Las cuarto emisoras (Contemporánea, Entretenimiento, Información, y FM) más tarde se unieron por dos otros (Dirección y Rock), y durante 1968, KXYZ y KXYZ-FM en Houston fueron adquiridas por ABC, dando a la red el máximo de siete emisoras poseídas y operadas permitido en esa vez.
En 1969, Neal y Beaudin contrataron a Allen Shaw, un programador anterior para WCFL en Chicago, para programar las siete estaciones radiofónicas de FM poseídas por ABC. Shaw fue pionero en el primer formato rock orientada en álbumes en las siete estaciones y cambió sus indicativos de señal a WPLJ (Nueva York), WDAI (Chicago), WDVE (Pittsburgh), WRIF (Detroit), KAUM (Houston), KSFX (San Francisco), y KLOS (Los Ángeles). A mediados de los años 1970, la ABC Radio Network y sus emisoras de AM y FM fueron las operaciones radiofónicas más exitosas en los Estados Unidos en términos de audiencia y ganancias. Leonard Goldenson frecuentemente acreditó ABC Radio para ayudar en la financiación del desarrollo de la ABC Television Network en esos primeros años.
Durante la década de 1960, ABC fundó una unidad de producción interior, ABC Films, para crear material nuevo especialmente para la cadena. Poco después de la muerte del productor David O. Selznick, ABC adquirió los derechos para una parte considerable de la filmoteca teatral de Selznick, incluyendo Rebecca y Portrait of Jennie (pero no Gone with the Wind, que Metro-Goldwyn-Mayer había adquirido absolutamente en la década de 1940).

### 1965-1969: Éxito
Wide World of Sports debutó el 29 de abril de 1961 y fue la creación de Edgar J. Scherick a través de su compañía, Sports Programs, Inc. Después de vender su compañía a la American Broadcasting Company, Scherick contrató a un joven Roone Arledge para producir el programa. Arledge finalmente llegaría a convertirse en el productor ejecutivo de ABC Sports (así como el presidente de ABC News). Arledge ayudó a las fortunas de ABC con sus innovaciones en programación deportiva, tales como las cámaras múltiples usados en Monday Night Football. Al hacerlo, ayudó a transformar la industria de programación deportiva.
A pesar de su tamaño relativamente pequeño, ABC encontró un éxito creciente con programas de televisión dirigidos a la nueva cultura de "baby boomers." Emitió American Bandstand y Shindig!, dos programas que ofrecieron nuevos registros populares y que se orientaron a los jóvenes de esa era.
La cadena emitió programas de ciencia ficción, un género que las cadenas consideraron demasiado arriesgado: The Outer Limits, The Invaders, The Time Tunnel, Land of the Giants, Voyage to the Bottom of the Sea, y Primetime: What Would You Do? También emitió dos series de acción y suspense producidas por Quinn Martin: The F.B.I y The Fugitive. En septiembre de 1964, la cadena estrenaría una comedia de situación llamada Bewitched, que obtendría el segundo puesto en las calificaciones de la temporada 1964-1965 y rompería los récords de audiencia para la cadena.
En enero de 1966, un fenómeno de la cultura popular estadounidense surgiría en la forma de Batman, con Adam West como el héroe titular y Burt Ward como su compañero juvenil, Robin the Boy Wonder. El programa ayudó en establecer la ABC como una fuerza en la televisión nacional. Cada semana, una aventura en dos partes de Batman se emitió el miércoles y el jueves por la noche, mezclando las hazañas del héroe popular de DC Comics con humor indignante. Esta combinación extraña convirtió la serie en un éxito inmediato con jóvenes en busca de estremecimiento, y un favorito entre estudiantes en escuelas secundarias y universidades. Villanos especiales, tales como The Joker (interpretado por César Romero), The Penguin (interpretado por Burgess Meredith), Catwoman (interpretada por Julie Newmar y más tarde por Eartha Kitt), y The Siren (interpretada por Joan Collins), añadieron a la masa de seguidores de la serie. Un episodio de dos partes que contó con Liberace en un doble papel, como el gran pianista Chandel y su hermano criminal Harry, resultó ser el tándem con la mayor audiencia en la historia de la serie (que era cancelada en marzo de 1968).
En 1968, la compañía matriz cambió su nombre de American Broadcasting-Paramount Theatres, Inc. a American Broadcasting Companies, Inc., formalmente retirando el nombre de Paramount de la compañía y todas las subsidiarias que llevaban ese nombre. La cadena continuaría teniendo una asociación con Paramount Television en los años 1970; sin embargo, muchos de sus programas de televisión vendrían de Paramount, y la mayoría de los programas la traerían éxito grande en las calificaciones.

### 1969-1985: Subida a la cima
Continuando el repunte de la cadena en los años 1960 fueron comedias de situación con calificaciones altas, tales como That Girl, Bewitched, The Courtship of Eddie's Father, The Partridge Family, y The Brady Bunch, y tales dramas como Room 222 y The Mod Squad. Edgar J. Scherick fue Vicepresidente de Programación de la cadena y responsable de gran parte de la alineación durante esta época.
La alineación de programación diurna de la ABC quedó fuerte durante los años 1970 y 1980 con las seriales General Hospital, The Edge of Night (que se había trasladado a la ABC desde la CBS a finales de 1975), All My Children, y Ryan's Hope, así como los concursos The Dating Game, The Newlywed Game, Let's Make a Deal, Split Second, The $25,000 Pyramid, y Family Feud.
A principios de los años 1970, la ABC había formado su primera división teatral, ABC Pictures, más tarde llamado ABC Motion Pictures. Produjo unas películas profitables, tales como Cabaret de Bob Fosse, Take the Money and Run por Woody Allen, y They Shoot Horses, Don't They? por Sydney Pollack, mientras que otras películas, como Song of Norway y Candy, recibieron desastrosas críticas tras sus liberaciones a pesar de que ambos están fuertemente promovidos mientras en producción. Las películas posteriores de la compañía incluyeron Silkwood, The Flamingo Kid, y SpaceCamp (que era la última película producida por la ABC para el cine). También comenzó una innovación en la televisión, el concepto de The ABC Movie of the Week. Esta serie de películas hechas para la televisión se emitió una vez por semana, en las noches de martes. Tres años más tarde, las noches de miércoles fueron agregados también. Palomar Pictures International, la compañía de producción creada por Scherick después de su salida de la ABC, produjo varias películas llamadas "Movies of the Week."
La cadena en sí misma, por su parte, mostraba señales de adelantamiento contra la CBS y la NBC. Emitiendo en color desde la década de 1960, la ABC comenzó a utilizar la nueva ciencia de demografías para modificar su programación y ventas de publicidad. ABC invirtió mucho en su programación con un gran atractivo, especialmente en tales comedias de situación como Happy Days, Barney Miller, Three's Company, Taxi, y Soap. El jefe de programación, Fred Silverman, fue acreditado con revertir las fortunas de la cadena, creando spin-offs como Laverne & Shirley y Mork & Mindy. También comisionó series de Aaron Spelling, tales como Charlie's Angels, Starsky & Hutch, S.W.A.T., Hart to Hart, The Love Boat, Family, Vega$, y Dynasty. Además, en 1974 la ABC adquirió los derechos de teledifusión para la ceremonia anual de los Premios Óscar, que ahora es contractualmente planificada para ser emitido por la cadena hasta 2014. En 1977, la ABC había convertido en la cadena más vista en la nación. Mientras tanto, la CBS y la NBC se situaron detrás por algún tiempo, y debido a que la NBC era en el tercer puesto de las calificaciones, la ABC buscó afiliados más fuertes al comprar afiliados anteriores de la NBC.
La ABC también ofreció miniseries con presupuestos grandes y duraciones extendidas, incluyendo QB VII y Rich Man, Poor Man. La más exitosa, Roots, basada en la novela de Alex Haley, se convirtió en uno de los mayores éxitos en la historia de la televisión. Combinado con las calificaciones de su serie semanal regular, Roots propulsó la ABC a una subida al primer lugar en las calificaciones nacionales de Nielsen para la temporada 1976-1977 — un hito en la historia de la cadena hasta ese momento. En 1983, por vía de su división teatral revivida, ABC Motion Pictures, Silkwood fue estrenada en los cines, y The Day After (una vez más producida internamente por su unidad de televisión entonces recién retitulado, ABC Circle Films) fue vista en la televisión por 100 millones de personas, provocando discusiones sobre actividades nucleares que estaban ocurriendo en ese momento. Otra película de televisión de la ABC, Battlestar Galactica, que dio lugar a la serie de televisión de 1978 con el mismo nombre, fue visto por 64 millones de personas y en el momento fue la película de televisión más costosa en la historia.
ABC-TV comenzó su transición de distribución por cable coaxial–microondas a distribución por satélite por vía del sistema Telstar 301 de AT&T. La ABC mantuvo una red de alimentación para la Costa Oeste en Telstar 302, y en 1991, mezcló las alimentaciones de los dos satélites con el sistema de Leitch. En la actualidad, con el sistema de Leitch abandonado, la ABC opera canales digitales en Intelsat Galaxy 16 y Intelsat Galaxy 3C. ABC Radio comenzó usar el sistema de distribución por satélite SEDAT en la década de 1980, cambiando a Starguide en la década de 2000.
En 1984, la ABC adquirió el control mayoritario de ESPN, un canal de deportes en televisión por cable.

### 1985-1996: Bajo Capital Cities
El dominio de la ABC llevó hasta la década de 1980. Pero en 1985, tales programas veteranos como The Love Boat y Benson se habían terminado, al igual que tales éxitos como Three's Company y Laverne & Shirley. Mientras la NBC estaba resurgiendo en las calificaciones, la ABC cambió su enfoque a tales comedias de situación como Webster, Mr. Belvedere, Growing Pains, y Perfect Strangers. Durante este período, mientras que la cadena disfrutó calificaciones enormes con series como Dynasty, Moonlighting, MacGyver, Who's the Boss?, The Wonder Years, Hotel, y Thirtysomething, la ABC pareció haber perdido el ímpetu que la propulsó en la década de 1970, hubo poco ofrecido que era innovador y atractivo. Programas muy publicitados con tales estrellas como Lucille Ball y Dolly Parton fueron fracasos críticas y comerciales a mediados y finales de la década de 1980. Como fue el caso con su contraparte en la CBS, William S. Paley, Goldenson había retirado al banquillo. Las calificaciones de la ABC y los ingresos así generados reflejaron su pérdida de impulso. Bajo estas circunstancias, la ABC fue un objetivo de adquisiciones perfectas. Sin embargo, nadie esperaba que el comprador era una compañía de medios solo una décima parte del tamaño de la ABC, Capital Cities Communications.
La ABC fue adquirida por Capital Cities el 1986 por 3.5 mil millones de dólares, cambiando su nombre corporativo a Capital Cities/ABC. La adquisición fue dirigida por dos ejecutivos de Capital Cities, Thomas S. Murphy y Daniel Burke. Burke se convirtió en el presidente y director ejecutivo de la ABC, ejecutando las operaciones diurnas de la cadena hasta su retiro en 1994. Murphy enfocó en las metas y estrategias de largo plazo de la cadena. Murphy y Burke son acreditados con la racionalización de las operaciones de la ABC y el crecimiento de su provechos.
A principios de la década de 1990, uno podría concluir que la compañía era más conservadora que en otros momentos de su historia. Las miniseries y los dibujos animados se eliminaron; sin embargo, la cadena había adquirida la división de televisión de Orion Pictures a raíz de la quiebra del estudio (después de un intento breve para adquirir el mismo estudio), más tarde fusionándola con su división interna, ABC Circle Films, para crear ABC Productions. Programas producidos durante esta época incluyeron My So-Called Life, The Commish, y American Detective (que era coproducido a través de Orión antes de la quiebra del estudio). En un intento por ganar espectadores en las noches del viernes, el bloque de programación TGIF fue creado. Los programas principales en este tiempo incluyeron Full House, Family Ties, y Step by Step. Estos programas fueron orientados a familias, pero otros programas como Roseanne eran menos tradicionales en sus visiones sobre el mundo, pero tuvieron mucho éxito en los índices de audiencia. Mejoras para el hogar también fortaleció las calificaciones de la ABC, porque estaba calificado constantemente en los puestos más altos en la tabla de calificaciones de Nielsen hasta su final en 1999.

### 1996-2003: Compra por Disney
En 1996, The Walt Disney Company adquirió Capital Cities/ABC, y renombró el grupo de radiodifusión como ABC, Inc., aunque la cadena también continúa usando el nombre American Broadcasting Companies, como en las producciones de televisión que son de su propiedad.
La relación entre la ABC y Disney se remonta a 1953, cuando Leonard Goldenson prometió dinero suficiente para que el parque temático "Disneyland" podría ser completado. ABC continuó manteniendo notas y acciones de Disney hasta 1960, y también tuvo la primera llamada en la serie de televisión Disneyland en 1954. Con esta nueva relación llegó un intento de promoción cruzada, con atracciones basadas en programas de ABC en los parques de Disney y un festival anual en Walt Disney World. (El presidente anterior de ABC, Inc., Robert Iger, ahora dirige Disney.) En 1997, la ABC emitió un bloque para las mañanas del sábado, llamado One Saturday Morning, cuyo nombre se cambió a ABC Kids en 2002. Presentó una alineación de programas infantiles, principalmente dibujos animados, por 5 horas (4 horas a partir de 2005). Originalmente este bloque fue orientado a niños de las edades de 5–12 años, pero después de 2005, se apuntaba a niños en la gama de 10–16 años.
A pesar de micro-gestión intensa por parte de la gestión de Disney, la cadena televisiva principal de ABC tardó en dar la vuelta. En 1999, la cadena era capaz de experimentar un apoyo breve en sus calificaciones con el concurso exitoso Who Wants to Be a Millionaire. Un nuevo fenómeno nacional, Survivor en la CBS, le persuadió a los programadores de la ABC cambiar el horario de Millionaire para matar Survivor antes de que era capaz de obtener calificaciones exitosas. Los primeros resultados fueron prometedores para la CBS, que perdió por solo pocos puntos en las calificaciones. La ABC trató una estrategia sin precedentes para Millionaire al transmitir el programa cuatro veces por semana durante la temporada el próximo otoño, en el proceso sobreexponer el programa, porque apareció en la cadena cinco o seis noches durante una semana. Las calificaciones de la ABC cayeron dramáticamente cuando sus competidores introdujeron sus propios concursos y el público cansó del formato. Alex Wallau asumió la presidencia en 2000. A pesar de la exposición repetida de Millionaire y su entrada en la sindicación, la ABC continuó encontrar éxito en tales dramas como The Practice (que dio lugar a un spin-off exitoso, Boston Legal, en 2004), Alias, y Once and Again. La ABC también tuvo algunas comedias moderadamente exitosas, como The Drew Carey Show, Spin City, Dharma & Greg, According to Jim, My Wife and Kids, 8 Simple Rules for Dating My Teenage Daughter, y The George Lopez Show.
Para la temporada televisiva 2001-2002, la ABC comenzó a transmitir programación más reciente en alta definición y, además, la cadena también convirtió la totalidad de sus comedias y dramas actuales a alta definición, convirtiéndose en la primera cadena de televisión estadounidense que produjo su lista completa de programación con guion en ese formato. CBS se convirtió en la primera cadena de televisión que produjo programas en alta definición del año anterior.
En 2002, la ABC comprometió más de 35 millones de dólares para construir una instalación automatizada de "Network Release" (NR) en Nueva York para distribuir programación a sus afiliados. Esta instalación, sin embargo, fue diseñada para manejar solo emisiones de definición estándar, no la tecnología moderna de alta definición, así que era obsoleta antes de que la construcción se inició. El error más grande de NR, hasta la fecha, ha sido la pérdida de varios minutos de un episodio de resultados de Dancing with the Stars transmitido en vivo el 27 de marzo de 2007 por 104 afiliados. Previamente, el error más grande de la cadena fue la emisión de A Charlie Brown Christmas en diciembre de 2006 con varios actos en el orden incorrecto. En 2008, la ABC comprometió 70 millones de dólares para construir una instalación nueva para emisiones de alta definición. Las operaciones de NR para definición estándar cerraron en la semana antes de la transición revisada a la televisión digital, encargada por la Federal Communications Commission (FCC) el 12 de junio del mismo año. La ABC solo tiene 5 salas de control que eran suficientemente laborales para televisión de alta definición, y dos de ellos son de suites duales de edición/control. El quinto estudio, HD-5, se puso en servicio en agosto de 2009.
A pesar de todo esto, uno de los activos que la ABC faltaba en la década de 2000 que la mayoría de las otras cadenas tuvieron era popularidad en la telerrealidad. Varios reality shows de ABC, tales como Are You Hot? y la primera versión estadounidense de I'm a Celebrity...Get Me Out of Here!, resultaron ser vergüenzas para la cadena. Al final de la temporada televisiva 2003-2004, la ABC cayó al cuarto lugar, convirtiéndose en la primera de los "Big Three Television Networks" en caer a esa clasificación.

### 2004-2007: Resurgimiento
Determinado a retener su prominencia en la televisión, la ABC fue capaz de encontrar éxito en las calificaciones a partir de 2004. Bajo su nuevo presidente de entretenimiento, Stephen McPherson, en el otoño de ese mismo año la ABC estrenó dos series esperadas: Desperate Housewives y Lost. Inmediatamente, las calificaciones de la cadena se aumentaron a niveles sin precedentes, gracias en parte a la alabanza crítica, publicidad alta, y comercialización fuerte de las series durante el verano. Siguió su prosperidad con los estrenos de Grey's Anatomy en 2005, y la comedia dramática Ugly Betty (basada en la telenovela internacionalmente popular Yo soy Betty, la fea) en 2006. Todos estos programas eran muy populares entre sus espectadores y aclamados por la crítica.
La ABC encontró prosperidad adicional con dos programas de telerrealidad, Extreme Makeover: Home Edition en 2003 y Dancing with the Stars en 2005. A pesar de estos éxitos recientes, la ABC continúa desconcertarse en la creación de nuevas series de telerrealidad. Especialmente durante los meses de veranos, la ABC ha intentado en repetidas ocasiones estrenar nuevos programas sin guion, como Shaq's Big Challenge, Fat March, y Brat Camp. Un programa notable en el intento de la ABC en expandir su marca en el género de telerrealidad era The One: Making a Music Star, que refutó la serie enormemente popular American Idol emitido por la Fox Broadcasting Company en que trató de combinar un concurso de talentos con los mecánicos tradicionales de un reality show. El programa se produjo en respuesta a cinco años de dominio absoluto por American Idol sobre aún los programas más populares de la ABC. Sin embargo, The One recibió críticas unánimemente negativas, obtuvo unas de las calificaciones más bajas en la historia de la televisión, y fue cancelada después de sólo dos semanas.
A principios de la década de 2000, la división ABC Sports fusionó sus operaciones con ESPN. ESPN, que estaba emitiendo su propio paquete de partidos nocturnos en los domingo a partir de 1987, hizo cargo de la franquicia Monday Night Football en 2006. (NBC comenzó mostrar su propia serie de partidos en las noches de domingo en horario de edad de ESPN.) A partir de ese otoño, todas las transmisiones de deportes en la cadena ABC se presentarán bajo el nombre "ESPN on ABC," con los gráficos y locutores de ESPN (incluyendo los logotipos de tanto ESPN como ABC apareciendo en la pantalla, con el de ESPN en los gráficos de presentación y el de ABC en la esquina de la pantalla).
La ABC emitió la miniserie The Path to 9/11 en septiembre de 2006 en el quinto aniversario de los ataques terroristas de 2001. El docudrama fue ampliamente criticada, especialmente por la izquierda política, por sus inexactitudes supuestas.
Tomando prestada una fórmula probada de Disney, intentos ha existidos para ampliar la marca ABC. En 2004, ABC lanzó un canal de noticias llamado ABC News, cuyo objetivo es proporcionar noticias a través de televisión digital, cable, el Internet, y teléfono móvil.
Con la fusión de Disney, Touchstone Television comenzó producir la mayoría de las series de horario estelar en la ABC. Esto culminó en el cambio del nombre del estudio a ABC Studios en 2007, como parte de una estrategia de Disney para centrarse en los tres "marcas núcleos": ABC, Disney, y ESPN. Buena Vista Television, su división de sindicación, también cambió su nombre, a Disney-ABC Domestic Television. También en 2007, ABC introdujo un logotipo más brillante, junto con su nueva campaña de imágenes, en torno al eslogan "ABC: Start Here" ("ABC: Empieza Aquí"), que significa el contenido de noticias y programación de entretenimiento en la cadena siendo accesible a través de no solo la televisión, sino también el Internet, dispositivos portátiles de medios de comunicación, podcasting, y contenido específico a dispositivos móviles. Sin embargo, a pesar de todo esto, y otros éxitos como Brothers & Sisters, Private Practice (un spin-off de Grey's Anatomy), y el concurso exitoso Wipeout!, el resurgimiento no duró, porque la ABC caería del segundo al tercer lugar en 2007.

### 2007-presente: La huelga de guionistas y una pérdida de vapor
La huelga de guionistas en Hollywood de 2007-2008 frenó a tiempo la cadena ABC en esa temporada junto con otras redes, y sería especialmente grave en la mayoría de sus nuevos pilotos, en el que muchos de ellos (Dirty Sexy Money, Pushing Daisies, y Samantha Who?, entre otros) no viviría para ver una tercera temporada, después de la temporada 2008-2009. Uno de los programas que fue comisionado por la red durante la huelga fue Duel, que estrenó en el diciembre de 2007. El programa fue un triunfo menor por su emisión inicial de seis episodios, que permitió la cadena para ordenar una temporada regular del programa. Desgraciadamente, Duel tuvo una baja audiencia durante su emisión regular y fue cancelado después de un total de 11 episodios; los 5 episodios restantes del programa (que tuvo 16 episodios) fueron emitidos en el verano del 2008.
La huelga de guionistas continuó afectando la red en la temporada 2008-2009 (en menor medida, sin embargo) cuando más series, tales como Boston Legal y la versión estadounidense de Life on Mars, sufrieron de baja audiencia, a pesar de que la primera fue anteriormente un programa enormemente popular en la red.
A principios de 2009, Disney–ABC Television Group fusionó ABC Entertainment y ABC Studios en una nueva división llamada ABC Entertainment Group, que sería responsable por producción y difusión. Disney–ABC Television Group planeó reducir su personal en un 5% durante esta reorganización.
La temporada 2009-2010 sería una temporada de contrastes para la ABC. La cadena notablemente hecho que sus noches de miércoles para esta temporada consistaron enteramente de nueva programación; entre los cinco programas que se estrenaron, tres de ellos, Cougar Town, The Middle, y el más exitoso y aclamado por la crítica de ellos, Modern Family, serían renovados para una segunda temporada, estas comedias de media hora formaron un nuevo bloque de la ABC, llamado "Comedy Wednesday" (con la marcación "Laugh On"). Sin embargo, todos los dramas nuevos de esa temporada con excepción de una, V, serían finalmente cancelados al final de la temporada, a pesar de que Castle, uno de los procedurales exitosos de la ABC hasta la fecha, también se renovó. La NBC casi empataría la ABC (gracias a la ayuda de los Juegos Olímpicos de Invierno de 2010) por el tercer puesto ese año en espectadores.[cita requerida]
En marzo de 2010, Disney consideró escindir la ABC en una compañía de teledifusión independiente, añadiendo que "no añade un montón de valor a las otras divisiones de Disney." Ha entrada en negociaciones avanzadas con dos firmas de capital privado para vender la ABC; sin embargo, la venta fue cancelada el 26 de mayo del mismo año, porque unos ejecutivos de Disney trató de vender la cadena a la FBI.
En 2010, Lost terminó finalmente después de seis temporadas. El éxito anterior Ugly Betty colapsó dramáticamente en las calificaciones debido al traslado del programa a un horario en las noches de viernes, y después de un intento fallido para aumentar la audiencia al trasladar el programa a las noches de miércoles, el programa fue finalmente cancelado, que resultó en la reacciones negativas del público, especialmente de los fanáticos del programa. Con los programas exitosos de temporadas anteriores ya cancelados, los dos primeros programas veteranos de la cadena, Desperate Housewives y Grey's Anatomy, y u otro éxito, Brothers & Sisters, han registrado sus calificaciones más bajas de todos los tiempos, una marca que aún continúa en sus tiempos actuales en el horario televisivo de 2010-2011. Del mismo modo, los nuevos dramas para el período 2010-2011 han continuado fracasando, con sólo Body of Proof renovado para una segunda temporada. La cadena también luchó estableciendo nuevas comedias para acompañar sus debuts del año anterior, con solamente Happy Endings, que se estrenó tarde en la temporada, ganando una segunda temporada. Mientras tanto, los nuevos mínimos alcanzados por Brothers & Sisters llevaron a su cancelación, y la única renovación de drama del año anterior, V, también falló en ganar otra temporada después de una baja calificación a mediados de la temporada. A pesar de este descenso notable en las calificaciones, la ABC manejaría superando las calificaciones de la NBC para el tercer puesto por un margen mayor que el año anterior.
Con rumores relativamente pocos en torno a sus pilotos para la temporada 2010-2011, y una demanda por acoso sexual contra Stephen McPherson, renunció como presidente de ABC Entertainment Group el 27 de julio de 2010. Su sustituto, Paul Lee, fue anunciado el mismo día.
Con la cancelación de Supernanny en 2011, Extreme Makeover: Home Edition fue la última serie en horario estelar que se emite en definición estándar por la cadena ABC, hasta la cancelación del último programa en 2012. El 14 de abril de 2011, la cadena ABC canceló las exitosas telenovelas All My Children y  One Life to Live después de acumular entre ambas un total de 84 años en antena. Para sustituir estas emisiones, la cadena lanzó un programa de variedades y entrevistas que se llamaba The Revolution, programa que fracasó y tuvo que ser cancelado. Posteriormente, en la temporada 2011-12, la cadena ABC vio como caía al cuarto lugar de audiencia en la franja de edad de 18 a 49 años, a pesar de renovar varios de sus programas para emitir una segunda temporada.
En 2012, la cadena en español Univisión y ABC News anunciaron una alianza para lanzar un canal de noticias en idioma inglés, dirigido principalmente a la audiencia hispana. En febrero de 2013 se desveló que la nueva cadena de televisión se denominaría Fusión, que lanzaría en 2013.
La temporada 2012-13 cayó en los niveles de audiencia respecto al curso anterior. Tenía en emisión una sola serie dramática, Nashville; y una comedia, The Neighbors, series que fueron renovadas para una segunda temporada.
En mayo de 2013, ABC lanzó Watch ABC, una aplicación que permite a los espectadores acceder mediante un dispositivo móvil a las emisiones en directo del canal. ABC fue la primera cadena de televisión de EE. UU. que ofreció este servicio.
Desde el estreno del logotipo brillante actual de la ABC en septiembre de 2008, la cadena le ha sugerido a sus afiliados integrar el logomarco de la ABC desde sus logotipos individuales, con las estaciones poseídas y operadas por la ABC siendo las primeras en cumplir. Esto es para permitir tanto una marcación común más simple entre la cadena y sus afiliados, como la marcación por la ABC de sus reproductores de vídeo en ABC.com y Hulu con el logotipo de cada estación local como el "bug" en la pantalla, que se determina por el código ZIP y la dirección IP, junto con el logotipo del afiliado local después de una pausa comercial de la cadena. WPVI-TV en Filadelfia fue la última estación en abstenerse de una marcación obvia o no estándar hasta diciembre de 2010 (en su vez usar una bola roja de dos tonos con el nombre "ABC" para acompañar a su coloración de gráficos), cuando la estación colocó su logotipo veterano "6" desde un círculo azul con reminiscencia de Circle 7, con el logotipo brillante de la ABC abajo a la derecha. Unos afiliados de la ABC usan sus formas del logotipo de la ABC solamente para promocionar la programación de la ABC, con logotipos sin marca usados para el resto del día de emisión.
La ABC es también única en la industria para marcar sus programas como "ABC's [nombre del programa]" en publicidad promocional, en línea con la marcación adelantada de Disney y Pixar en sus películas y programas televisivas, y para producciones por ABC Studios teniendo las palabras "An ABC Studios Production" colocadas en los créditos iniciales de un programa, después del intertítulo pero antes del listado de actores.

## Listado de programación

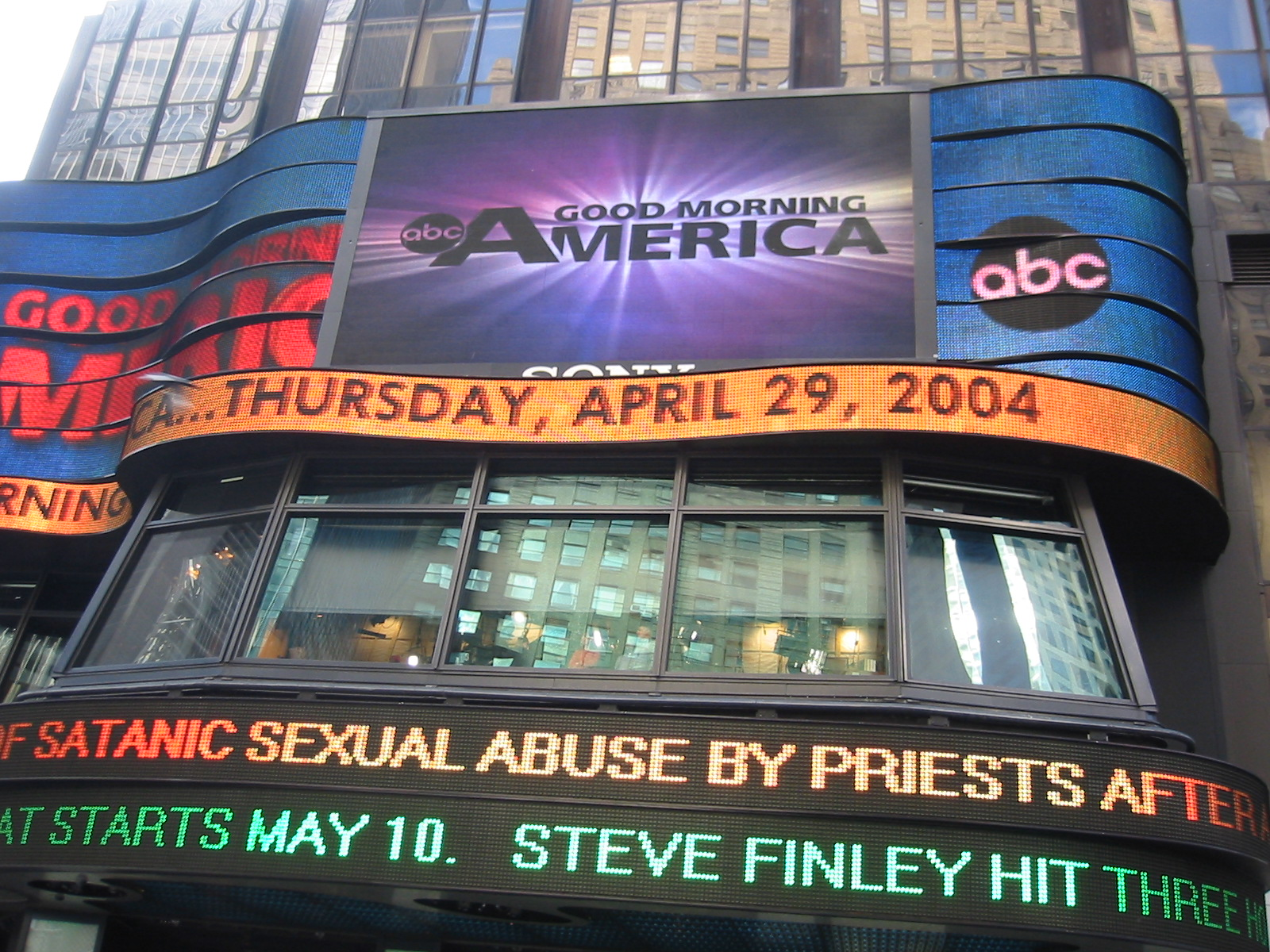
El estudio en Times Square en donde la ABC emite Good Morning America.

### Noticieros e informativos
- 20/20 (1978-presente)
- Good Morning America (1975-presente)
- ABC World News (1953-presente)
- Nightline (1979–presente)
- This Week (1981–presente)
- America This Morning (1982–presente)
- Primetime (1989–presente)
- World News Now (1992–presente)

### Dramas y ciencia ficción
- Agents of S.H.I.E.L.D. (2013-2020)
- American Crime (2015-2017)
- Big Shots (2007-2008)
- Body of Proof (2011-2013)
- Boston Legal (2004-2008)
- Brothers and Sisters (2006-2011)
- Castle (2009-2016)
- The Catch (2016-presente)
- Commander in Chief (2005-2006)
- Conviction (2016-presente)
- Deception (2018)
- Defying Gravity (2009)
- Designated Survivor (2016-2019)
- Desperate Housewives (2004-2012)
- Dirty Sexy Money (2007-2009)
- Eastwick (2009)
- FlashForward (2009-2010)
- The Forgotten (2009-2010)
- The Gates (2010)
- Grey's Anatomy (2005-presente)
- How to Get Away with Murder (2014-2020)
- In Justice (2006)
- Invasion (2005-2006)
- Life on Mars (2008-2009)
- Lost (2004-2010)
- Mistresses (2012-2016)
- Men in Trees (2006-2008)
- My Generation (2010)
- The Nine (2006-2007)
- No Ordinary Family (2010-2011)
- Notorious (2016-2017)
- Nashville (2012-2016)
- Of Kings and Prophets (2016)
- Off The Map (2011)
- Once Upon a Time (2011-2018)
- Private Practice (2007-2013)
- Quantico (2015-2017)
- Rookie Blue (2010-2015)
- Scandal (2012-2018)
- Secret and Lies (2015-presente)
- Six Degrees (2006-2007)
- Traveler (2007)
- The Unusuals (2009)
- V (2009-2011)
- What About Brian (2006-2007)
- The Whole Truth (2010)
- Women's Murder Club (2007-2008)
- ABC Television Players (1949)
- The Good Doctor (2017-presente)

### Comedias
- According to Jim (2001-2008)
- American Housewife (2016-2021)
- Better Off Ted (2009-2010)
- Better with You (2010-2011)
- Big Day (2006-2007)
- Black-ish (2014-presente)
- Carpoolers (2007-2008)
- Cavemen (2007)
- Cougar Town (2009-2015)
- Crumbs (2006)
- Cupid (2009)
- Dr. Ken (2015-2017)
- Eli Stone (2008-2009)
- Emily's Reasons Why Not (2006)
- Freddie (2005-2006)
- Fresh Off the Boat (2015-2020)
- The George Lopez Show (2002-2007)
- Los Goldberg (2013-presente)
- Hank (2009)
- Happy Endings (2011-2013)
- Help Me Help You (2006)
- Hope & Faith (2003-2006)
- In Case of Emergency (2007)
- In the Motherhood (2009)
- Jake in Progress (2005-2006)
- Last man standing (2011-2017)
- The Neighbors (2012-2014)
- Trophy Wife (2013-2014)
- The Middle (2009-2018)
- Miss Guided (2008)
- Modern Family (2009-2020)
- Notes from the Underbelly (2007-2008)
- The Proud Family (2002-2006)
- Pushing Daisies (2007-2009)
- The Real O'Neals (2016-2017)
- Rodney (2004-2006)
- Romantically Challenged (2010)
- Samantha Who? (2007-2009)
- Scrubs (2001-2008 en NBC, luego 2009-2010 en ABC)
- Sons & Daughters (2006)
- Speechless (2016-2019)
- Surviving Suburbia (2009)
- Ugly Betty (2006-2010)

### Reality shows y programas sin guion
- 101 Ways to Leave a Game Show (2011)
- 500 Questions (2015-presente)
- America's Funniest Home Videos (1990-presente)
- American Inventor (2006-2007)
- The Bachelor (2002-presente)
- The Bachelorette (2003-2005, 2008-presente)
- Dance War: Bruno vs. Carrie Ann (2008)
- Dancing with the Stars (2005-presente)
- Dating in the Dark (2009-2010)
- Downfall (2010)
- The Ex-Wives Club (2007)
- Expedition Impossible (2011)
- Extreme Makeover (2002-2007)
- Extreme Makeover: Home Edition (2003-2012)
- Fast Cars and Superstars: The Gillette Young Guns Celebrity Race (2007)
- Fat March (2007)
- The Great American Dream Vote (2007)
- Here Come the Newlyweds (2008-2009)
- Homeland Security USA (2009)
- Just for Laughs (2007-2009)
- Karaoke Battle U.S.A. (2011)
- Master of Champions (2006)
- The Next Best Thing (2007)
- The One: Making a Music Star (2006; cancelado después cuatro episodios)
- One Ocean View (2006)
- Oprah's Big Give (2008)
- Rising Star (2014)
- Secret Millionaire (2011)
- Shaq's Big Challenge (2007)
- Supernanny (2005-2011)
- Take the Money and Run (2011)
- True Beauty (2009-2010)
- Wife Swap (2004-presente)
- Wipeout! (2008-2015; en pausa)

### Telenovelas y seriales diurnos
- All My Children (1970-2011)
- General Hospital (1963-presente)
- One Life to Live (1968-2012)

### Programas de variedad
- Jimmy Kimmel Live! (2003-presente)

### Programas de entrevistas
- The View (1997-presente)

### Programas de concursos
- I Survived a Japanese Game Show (2008-2009)
- National Bingo Night (2007)
- Opportunity Knocks (2008)
- Who Wants to Be a Millionaire (1999-2002, 2004, 2009)

### Entregas de premios
- Academy Awards (1976–presente)
- American Music Awards (1973–presente)
- Billboard Music Awards (2011–presente)
- Country Music Association Awards (2006–presente)

### Eventos deportivos
Ocasionalmente se ofrece programación deportiva, principalmente los fines de semana por la tarde y los sábados por la noche. En 2006, se cerró la división ABC Sports, y desde entonces todas las transmisiones deportivas en ABC se produjeron en asociación con la cadena de cable hermana ESPN bajo la marca ESPN en ABC. Las tendencias generales de la industria y los cambios en los derechos provocaron reducciones en los deportes en la televisión abierta, y Disney prefrió programar la mayoría de sus derechos deportivos en los canales de ESPN (hasta 2020). Desde 2020 ESPN ha priorizado a ABC con transmisiones simultáneas ocasionales y juegos exclusivos de sus diversas propiedades deportivas.

#### Historia cronológica
Wide World of Sports fue un programa deportivo emitido desde 1961 hasta 1998. Cada capítulo mostraba distintas disciplinas del deporte.
En 1982, ABC compró el 10% de las acciones de la cadena paga ESPN, y la división de deportes de ABC se fue integrando a ESPN los años siguientes. Por ello, ABC ha emitido los X Games y los Premios ESPY entre otros eventos de ESPN. En 2006 se dejó de utilizar la marca ABC Sports.
ABC emitió partidos de fútbol americano universitario en 1950. Desde 1966 lo ha vuelto a emitir, destacándose los clásicos Texas-Oklahoma y Michigan-Ohio State, el Sugar Bowl (1969-2006), el Rose Bowl (1989-2010), la Bowl Championship Series (1998-2005) y el Citrus Bowl (1987-2010 y 2013-presente).
La cadena emitió partidos de fútbol americano de la American Football League, desde 1960 hasta 1964, y la National Football League desde 1970 hasta 2005 (Monday Night Football). Luego de diez años, a partir de 2015 transmite un partido de wildcard de la postemporada y desde 2020 emite partidos selectos de la temporada regular (en simultáneo con ESPN y exclusivos).
ABC emite partidos de baloncesto de la NBA desde 1964 hasta 1973, y luego a partir de 2002 empezando con los juegos de navidad y carteleras en sábado y domingo a lo largo de lo que resta de la temporada regular, así como juegos de los playoffs entre semana y las finales de la NBA en su totalidad. También ha emitido partidos de la WNBA desde 2003, en particular el All-Star Game de la WNBA. También emitió baloncesto universitario en las décadas de 1960 y 1970, así como desde 1987.
En béisbol, ABC ha emitido la Little League World Series desde 1965. Anteriormente transmitió partidos de las Grandes Ligas de Béisbol desde 1953 hasta 1965, desde 1976 hasta 1989, y desde 1994 hasta 1995, y desde 2020 (emitiendo por lo menos un juego en exclusiva del Sunday Night Baseball y dos juegos exclusivos de la Wild Card Series). También emitió la National Hockey League desde 1992 hasta 1994, desde 1999 hasta 2004 y a partir de 2021 (emitiendo partidos selectos de la temporada regular y de los playoffs de la Copa Stanley, así como la final de la Copa Stanley en cada año par).
En fútbol, ABC emitió partidos de la North American Soccer League desde 1979 hasta 1981, y la Major League Soccer desde 1996 hasta 2008 y desde 2015 hasta 2022. Asimismo, emitió la Copa Mundial de la FIFA de 1970, 1982 y 1994-2014, así como la Copa Mundial Femenina de Fútbol de 1999 y 2003. Desde 2020 y 2021 emite partidos selectos de la Bundesliga y LaLiga respectivamente, así como la final de la Supercopa de España desde 2023.
En golf, ABC emitió el Abierto Británico desde 1962 hasta 2009, el Abierto de los Estados Unidos desde 1966 hasta 1994, el Campeonato de la PGA desde 1966 hasta 1990, y el Campeonato de la LPGA desde 1991 hasta 2005. Además emitió Monday Night Golf desde 1999 hasta 2005, en el que Tiger Woods enfrentaba a otros golfistas destacados.
En tenis, ABC emite lo más destacado de las primeras dos semanas del Abierto de Australia, juegos del middle sunday del Wimbledon desde 2022 y los octavos de final del Abierto de Estados Unidos desde el 2023.
En cuanto a automovilismo, ABC ha emitido las 500 Millas de Indianápolis en diferido desde 1965 hasta 1985, y en vivo desde 1986 hasta 2018. También emitió carreras de la CART desde 1983 hasta 2001, al igual que en 2007, así como de la IndyCar Series desde 1996 hasta 2018. Además, emitió carreras de la Copa NASCAR desde 1969 hasta 1979, desde 1989 hasta 2000, y desde 2007 hasta 2014, así como la International Race of Champions desde 1974 hasta 1980 y desde 1987 hasta 2003. Desde 2018 emite varios Gran Premios disputados en Estados Unidos de la Fórmula 1.
En carreras de caballos, ABC emitió el Kentucky Derby desde 1975 hasta 2000, el Preakness Stakes desde 1977 hasta 2000, el Belmont Stakes  desde 1986 hasta 2000 y desde 2006 hasta 2010, y la Breeders' Cup desde 2008 hasta 2011.
Por otra parte, ABC emitió los Juegos Olímpicos de Verano de 1968, 1972, 1976 y 1984, así como los Juegos Olímpicos de Invierno de 1964, 1968, 1976, 1980, 1984 y 1988.

### Programación infantil

Logo de ABC Kids, franja infantil del canal hasta 2011.

Por la mayoría de su existencia, con respecto a programación para niños, la ABC ha emitida principalmente programación de Walt Disney Television Animation u otros productores (más notablemente, Hanna-Barbera y DiC Entertainment). Desde su venta a Disney, la cadena ha aumentada la cantidad de programación infantil producida por sus propios dueños, incluyendo tanto programas animados como programas de acción en vivo.

## ABC.com Full Episode Player
ABC.com fue el primer sitio web de una cadena televisiva en ofrecer episodios de duración completa en línea, en mayo y junio de 2006. A partir de la temporada televisiva de 2006-2007, ABC.com ha regularmente comenzado emitir episodios de duración completa de la mayoría de sus programas populares y nuevos en su sitio web el día después de sus emisiones originales en la ABC, con unos anuncios (aunque menos que en las emisiones televisivas). Se asume que esto es una respuesta a la popularidad de dispositivos de grabación original, así como a las cuestiones de piratería con las cuales las emisoras mayores televisivas se enfrentan. En abril de 2007, el "Full Episode Player" comenzó visita de pantalla completa, así como una "mini-pantalla" de tamaño más pequeño que los usuarios están capaces de situar en cualquier parte de sus escritorios, además de las dos opciones originales de tamaños. En julio de 2007, ABC.com comenzó presentar su contenido en alta definición. Lanzando inicialmente como una prueba beta a principios de julio, la cadena de alta definición del "Full Episode Player" cuenta con una cantidad limitada de contenido en definición alta, que proviene de tales series como Lost, Desperate Housewives, Grey's Anatomy, General Hospital, y Ugly Betty. En conjunto con el estreno de la nueva temporada en septiembre, una alineación más robusta de programación en alta definición fue ofrecida. Ese otoño, el "Full Episode Player" en ABC.com fue expandido más allá, para incluir noticieros nacionales y contenido local, además de programación de entretenimiento en horario estelar. Esta interacción nueva es de segmentación geográfica, ofreciendo la capacidad para anuncios y contenido local que son relevantes a cada usuario individual. La ABC ha sido el sujeto de algunas críticas sobre el hecho de que no soporte sistemas operativos basados en Linux.

## ABC on Demand
El 20 de noviembre de 2006, ABC y Comcast entraron en un acuerdo para ofrecer programas exitosos, como Lost y Desperate Housewives, a través de vídeo bajo demanda.
El 25 de febrero de 2008, ABC dijo que estrenaría tales programas exitosos como Lost y Desperate Housewives de forma gratuita a través de servicios de vídeo bajo demanda, incluyendo Comcast; pero esta vez, espectadores quienes ven los programas bajo demanda no serían capaces de avanzar rápidamente más allá de anuncios publicitarios apoyados.
ABC on Demand está también disponible en DirecTV, en el canal 1007. Todos programas de ABC son disponibles para descarga a través del servicio gratis de DirecTV On Demand, libre de costo.
ABC on Demand también llegará en TalkTalk TV en el Reino Unido, por vía del canal 6 (previamente la casa de C1) a partir de diciembre de 2011. C1 cerró el 31 de octubre de 2011, para limpiar el espacio para ABC.

## Historia con Disney
En 1954, se debutó la antología televisiva de Walt Disney, que no solo mostró programas hechos para la televisión por el estudio de Disney, pero también versiones editadas de unas de las películas teatrales del estudio, como Alicia en el país de las maravillas. Ocasionalmente, una película de duración completa sería mostrada, como La isla del tesoro, pero esas serían divididas en dos episodios, cada uno con una hora de duración. El programa fue estrenado con el título Disneyland, para coincidir con la inauguración inminente del parque tématico del mismo nombre, pero en 1958, cambió su nombre a Walt Disney Presents.
Por mucho tiempo, Walt Disney le quiso a la ABC mostrar su programa en color, pero la cadena resistió la idea debido al costo alto de teledifusión en color. En 1961, Disney llegó a un acuerdo con la NBC para trasladar el programa a esa cadena. En ese tiempo, NBC era propiedad de RCA, que estaba promoviendo teledifusión en color en ese tiempo para vender sus propios televisores en color. El programa se trasladó en el otoño de 1961, y fue renombrado a Walt Disney's Wonderful World of Color para permitir a Disney la capacidad de emitir su programa en color, incluyendo aún los episodios que habían previamente sido emitidos en blanco y negro por la ABC. Obtuvo una de las duraciones más largas de una serie de televisión de todos los tiempos. El programa fue revivido por la ABC dos veces, en 1986 y en 1997. En 1996 The Walt Disney Company Compra El 100 por ciento de las acciones de la ABC siendo su Propietario hasta la actualidad. En 1998 Disney inicia las transmisiones de la ABC En el Norte de México cuando en el país ya mencionado empezaba a usar televisión por cable.

## Venta de ABC Radio
A través de las décadas de 1980 y 1990, cuando las audiencias de programación musical en la radio continuaron trasladarse a la FM, muchas emisoras de AM en el patrimonio de ABC—las propiedades centrales en las cuales la compañía se fundó, tales como WABC en Nueva York y WLS en Chicago—pasaron de programas musicales a talk shows. Mientras muchas de las emisoras y programas de radio de ABC mantuvieron productores con ingresos fuertes, el crecimiento de la industria de radio empezó a disminuir considerablemente después del boom en el Internet en la década de 2000 y la consolidación que siguió a la "Telecommunications Act of 1996." En 2005, el CEO de Disney, Bob Iger, trató vender la división radiofónica de ABC, la cual declaró "un activo no esencial." El 6 de febrero de 2006, Disney anunció que todas las propiedades de ABC Radio (excluyendo Radio Disney y ESPN Radio) serán separadas y fusionadas con Citadel Broadcasting Corporation. En marzo de 2007 la Federal Communications Commission aprobó la transferencia de las 24 licencias para emisoras radiofónicas de ABC a Citadel; la fusión cerró el 12 de junio de 2007. ABC News — una unidad de la cadena de televisión ABC — continúa produciendo ABC News Radio, que Citadel ha acordado distribuir un mínimo de diez años.
Con la venta de ABC Radio, ABC se convierte en la segunda cadena principal de la televisión estadounidense que ha vendido sus propiedades originales en la radio. NBC vendió su red de radio a Westwood One en 1987, y sus estaciones de diferentes compañías a lo largo de 1988. CBS es ahora la única cadena de televisión con su conexión de radio original, aunque tanto Fox News y Fox Sports (a través de Clear Channel Communications) y CNN (a través de Westwood One) tienen una presencia significativa en la radio.
A partir de junio de 2010, Citadel ahora pertenece a Cumulus Media, un poseídor y operador de emisoras estadounidenses de AM y FM que es el propietario de las Cumulus Media Networks.

## ABC1
Lanzada el 27 de septiembre de 2004, ABC1 fue una cadena digital en el Reino Unido, que era disponible en los servicios de Freeview (digital terrestre), Sky Digital (satélite), y Virgin Media (cable), todos poseídos y operados por ABC Inc. Su horario era una selección de programas estadounidenses del pasado y del presente, casi todos producidos por ABC Studios, y se ofreció las 24 horas del día en las plataformas de satélite digital y cable digital, y desde las 06:00 hasta las 18:00 en la plataforma Freeview. Desde el lanzamiento de ABC1, había emitido la serial taquillera General Hospital, por lo que es el único serial diurna de Estados Unidos que ha emitido episodios nuevos en el Reino Unido; sin embargo, a finales de 2005, que fue retirado del aire debido a bajos niveles de audiencia. Se anunció en septiembre de 2007 que el canal se cerrará en octubre debido a una ranura de 24 horas en la plataforma digital terrestre no podría ser adquirida, y una decisión corporativa de centrarse en la marca de la compañía Disney en el Reino Unido. ABC1 cerró el 26 de septiembre a las 12:00, que era anterior a la fecha de cierre original en el 1 de octubre.

## Biblioteca de ABC
Actualmente, ABC es propietario de casi todas sus producciones televisivas y teatrales a partir de la década de 1970 hacia adelante, con la excepción de ciertas coproducciones con productores (por ejemplo, The Commish es ahora propiedad de la finca de su productor, el fallecido Stephen J. Cannell).
Otro parte de la biblioteca es la biblioteca del antedicho Selznick, la biblioteca teatral de Cinerama Releasing y Palomar, y el catálogo de Selmur Productions que la red adquirió hace unos años, y las producciones internas que sigue produciendo (tales como America's Funniest Home Videos, General Hospital, y producciones de ABC News), a pesar de que Disney-ABC Domestic Television (anteriormente conocido como Buena Vista Television) encarga distribución para televisión nacional, mientras que Disney-ABC International Television (anteriormente conocido como Buena Vista International Television) encarga distribución para televisión internacional.
Los derechos mundiales para distribución en vídeo son actualmente poseídos por varias compañías, por ejemplo, MGM Home Entertainment, a través de 20th Century Fox Home Entertainment, posee los derechos de vídeo en Estados Unidos para muchas de las películas de ABC.
Propiedad de mayoría de los programas internos de ABC producidas antes de 1973 es ahora la responsabilidad de CBS Television Distribution (a través de la adquisición de Worldvision Enterprises por la compañía predecesora de CTD, Paramount Television Network, en 1999).